# Karl-Hans Riehm
Karl-Hans Riehm (Konz, Renânia-Palatinado, 31 de maio de 1951) é um antigo lançador de martelo alemão.
Foi por duas vezes recordista mundial da disciplina.
O seu maior sucesso foi a conquista da medalha de prata nos Jogos Olímpicos de 1984, onde foi vencido pelo surpreendente atleta finlandês Juha Tiainen. Antes disso, estivera também presente nas finais olímpicas de 1972 (10º lugar) e de 1976 (4º lugar). Foi ainda medalhista de bronze nos Campeonatos da Europa de 1978 em Praga e sétimo classificado na primeira edição dos Campeonatos Mundiais de Helsínquia em 1983.
A sua melhor marca pessoal foi 80.80 metros, alcançada 30 de julho de 1980, em Rhede. Quebrou por quatro vezes o recorde mundial do lançamento do martelo, das quais 3 vezes num só dia (em 19 de maio de 1975).